# Hôtel Bouctôt-Vagniez d'Amiens
Pour les articles homonymes, voir Bouctot.
 (février 2009).
Si vous disposez d'ouvrages ou d'articles de référence ou si vous connaissez des sites web de qualité traitant du thème abordé ici, merci de compléter l'article en donnant les références utiles à sa vérifiabilité et en les liant à la section « Notes et références ».
L’Hôtel particulier Bouctot-Vagniez, situé à Amiens, date du début du XXe siècle. Il est la commande de deux jeunes époux en 1906 : André Bouctot, investisseur, issu d’une riche famille rouennaise, et Marie-Louise Vagniez, descendante d’une famille amiénoise qui a fait fortune principalement dans le textile. Ils ont utilisé une partie de la dot de la mariée pour la construction.

## Historique de la construction
Le projet fut confié à Louis Duthoit en 1907. C’est un célèbre architecte amiénois, descendant des frères Duthoit, qui sont connus pour leurs dessins du Vieil Amiens et la restauration de la Cathédrale avec Eugène Viollet-le-Duc.
Les plans furent achevés en 1908, la construction dura trois ans (de 1909 à 1911) et a coûté environ un million de Francs or.

## Réalisation
Louis Duthoit a eu carte blanche de la part des époux, avec pour seules contraintes de faire figurer des animaux à l’extérieur et différents thèmes floraux à l’intérieur. C’est ce qui fait de l’hôtel l’un des bâtiments les plus homogènes de l’Art nouveau. L’Art Nouveau ou le style École de Nancy, est un style architectural de la fin du XIXe/début XXe siècle qui associe matériaux nobles (comme le bois ou la pierre) et matériaux modernes (l’acier et le verre), tente de nouvelles formes architecturales, accorde  une place très importante à la décoration intérieure, et s’inspire de l’esthétique de la nature.
Au rez-de-chaussée se trouvent les pièces d’apparat (le petit salon, le grand salon, la salle à manger et le hall) et trois entrées : celle des affaires (dédiées aux collaborateurs d’André), celle des invités et enfin celle de service.
Au premier étage se situent les appartements de Monsieur et Madame ainsi que ceux de la famille, l’oratoire et les trois salles de bains.
Au second, côté rue, ce sont les chambres des invités, et côté jardins, celles des domestiques avec un escalier de service qui descend jusqu’au sous sol.
Chaque niveau fait environ 300 m2, soit 900 m2 pour un couple sans enfant.

## D’hier à aujourd’hui
Le couple a quitté l’Hôtel en 1936, à cause de la santé de Marie-Louise Bouctot-Vagniez, et part habiter à Sains-en-Amiénois, à quelques kilomètres de là, en emportant le mobilier.
Durant la guerre, les états majors des armées prennent position dans l’hôtel particulier. De 1946 à 1955, c’est la Trésorerie Générale qui l'occupe et jusqu’en 1969, le Muséum d’Histoire naturelle.
En 1970, l’Hôtel Bouctot-Vagniez devient propriété de la Chambre régionale de commerce et d'industrie de Picardie. Il est classé monument historique, tant pour le bâtiment, le jardin que pour le mobilier, grâce aux efforts de la CRCI Picardie, depuis 1994.
En 2012 est inauguré le nouvel hôtel consulaire régional de la CCI de Région Picardie. Il s'agit d'un projet d'extension de l'Hôtel particulier Bouctot-Vagniez réalisé par les architectes français Karine Chartier et Thomas Corbasson, L'idée des architectes est de construire un bâtiment en relation harmonieuse avec son environnement immédiat et d'établir un dialogue fructueux avec l'hôtel particulier Bouctot-Vagniez .
En 2018, la CCI de Région Picardie vend l'Hôtel Bouctot-Vagniez et son extension à la Compagnie de Phalsbourg qui prévoit de les transformer en un hôtel de luxe comprenant un spa et un restaurant gastronomique. Les travaux devraient commencer fin 2019, pour une ouverture fin 2021.